# Camassia
Camassia Lindl., 1832 è un genere di piante erbacee bulbose della famiglia Asparagaceae, originario dell'ovest dell'America settentrionale, dal sud della Columbia Britannica al nord della California.

## Tassonomia
Anticamente erano state collocate tra le Liliaceae o tra le Hyacinthaceae ma gli studi genetici e biochimici successivi hanno permesso di assegnare questo genere alla famiglia delle Asparagaceae.
Il genere comprende le seguenti specie:
- Camassia angusta (Engelm. & A.Gray)
- Camassia cusickii S.Watson
- Camassia howellii S.Watson
- Camassia leichtlinii S.Watson
- Camassia quamash (Pursh) Greene
- Camassia scilloides (Raf.) Cory

## Usi
Uso ornamentale
Si tratta di una pianta a bulbo molto facile da coltivare in giardino, domanda un suolo ricco di humus.
Uso alimentare

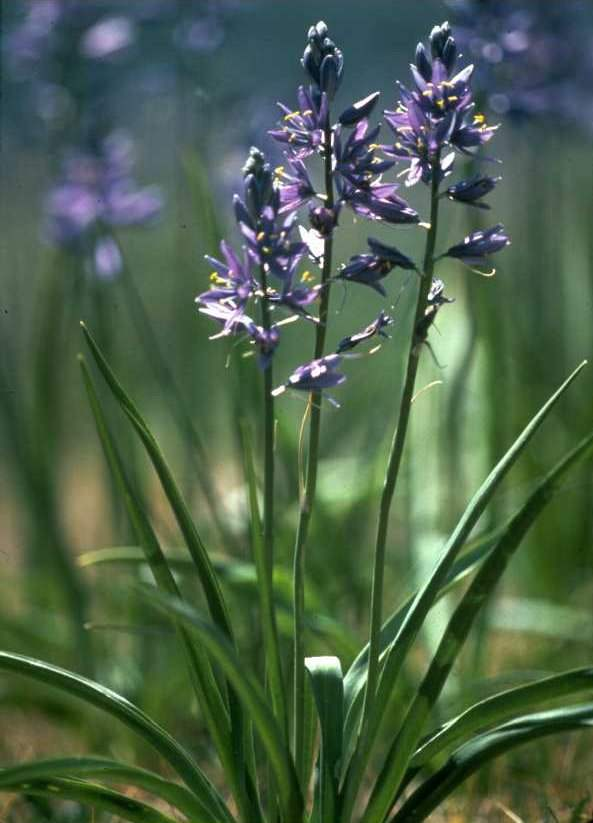
Camassia quamash

I bulbi di quamash facevano parte dell'alimentazione tradizionale delle tribù indiane della costa nord occidentale del Pacifico. Consumata grigliate o bollite, il gusto era simile a quello della patata dolce. Questi bulbi hanno contribuito alla sopravvivenza dei membri della spedizione di Lewis e Clark (1804-1806).